# 근접효과 (전자기학)
근접효과(近接效果, 영어: proximity effect)는 근접된 두 도체간에 전류가 흐를 때 그 전류 방향이 상호 반대 방향이면 접근측에 동일 방향이면 접근 반대측에 전류 밀도가 몰릴 때, 전류가 흐르는 유효면적이 감소되어 전송 손실이 증가되는 것이다.
- 사용 주파수가 높아지면 높아질수록 증가
- 양 도체간에 간격이 좁으면 좁을수록 증가
- 양 도체간에 근접 면적이 크면 클수록 근접 효과는 더 심해진다.

## 경감대책
- 사용 주파수를 낮출 것
- 절연 전선을 사용할 것
- 양 도체간의 간격을 넓힐 것
- 양 도체간의 단면적을 작게 할 것

## 같이 보기
- 표피효과